# Julius Junge
Julius Junge (getauft 9. Dezember 1644 in Hannover; gestorben nach 1689) war ein deutscher Goldschmied.

## Leben
Der gegen Ende des Dreißigjährigen Krieges in der Marktkirche getaufte Junge war ein Sohn des hannoverschen Goldschmiedes Jobst Junge und Bruder des Jobst Johann Junge. Als Bürger der Residenzstadt Hannover, Brauer und ausgelernter Goldschmied heiratete er am 2. Mai 1676 eine Tochter des an der Marktkirche tätigen Diakons Schreiber.
1689 wohnte Junge, aus dessen Ehe eine Tochter hervorging, in der Marktstraße Hannovers.

## Bekannte Werke
Die Junge zugeschriebenen Arbeiten sind teils unter Vorbehalt zu deuten. Sein Meisterzeichen wird als „Spiegelmonogramm“ in Form des gespiegelten Buchstabens J gedeutet. Daneben besteht ein Beschauzeichen mit einem auf der Spitze stehenden dreiblättrigen Kleeblatt im Schild, teils mit Jahreszahl versehen:
- 1670: Becher des Hockenamtes; 19 cm hoher Deckelbecher mit getriebenem Akanthusblattwerk auf 3 Füßen. Das Objekt wurde 1954 im Heimatmuseum mit der Nummer A 23 ausgestellt; dort angegebene Meisterzeichen C L wurde jedoch „sicher nicht richtig“ verzeichnet. Das Beschauzeichen ist mit der Jahreszahl 70 für 1670 versehen.[1]
- 1672 datierter Deckelbecher mit Schlangenhautwandung auf 3 Füßen;[1] im ehemaligen Heimatmuseum mit der Inventar-Nummer VM 23071 (heute: Historisches Museum Hannover)
- 1685 datierter Kelch, der 1830 mit neuer Cuppa versehen wurde; Eimbeckhausen bei Springe; dort im Inventar Seite 39 verzeichnet[1]